# Jonathan Sacoor
Jonathan Sacoor (Halle, 1 september 1999) is een Belgische atleet, die gespecialiseerd is in de 400 m. Hij werd tweemaal Belgisch kampioen en in 2018 werd hij wereldkampioen bij de U20 en Europees kampioen in de 4 × 400 m aflossing. Hij naam tweemaal deel aan de Olympische Spelen.

## Loopbaan
Sacoor begon op zijn zesde met atletiek. Zijn vader is een Portugees met Indiase roots. Zijn moeder is Nederlandse.
Sacoor nam in 2016 op de 400 m deel aan de Europese kampioenschappen U18 in Tbilisi. Hij behaalde een vierde plaats. Het jaar nadien werd hij op de 400 m met een persoonlijk record vierde op de Belgische kampioenschappen. Dat leverde hem een selectie op voor de estafetteploeg op de 4 × 400 m bij de wereldkampioenschappen in Londen. Hij kwam als reserve niet in actie. Hij nam dat jaar ook deel aan de Europese kampioenschappen U20 in Grosseto. Hij veroverde brons op de 400 m.
Begin 2018 werd Sacoor met een persoonlijk record Belgisch indoorkampioen op de 400 m. Deze prestatie leverde hem een plaats op in het Belgische estafetteteam voor de wereldindoorkampioenschappen in Birmingham. Het Belgische team haalde met een Belgisch record de bronzen medaille. Later dat jaar nam hij op de 400 m deel aan de wereldkampioenschappen U20 in Tampere, waar hij in 45,72 s zijn halve finale won met een Belgisch juniorenrecord. Een record dat hij in de finale verbeterde door de finale te winnen in 45,03 s. Hij was daarmee de eerste Belg die op deze kampioenschappen de wereldtitel veroverde.
Sacoor is aangesloten bij Olympic Essenbeek Halle. Hij traint bij Jacques Borlée.

## Kampioenschappen

### Internationale kampioenschappen
| Onderdeel | Titel                | Jaar       |
| --------- | -------------------- | ---------- |
| 4 × 400 m | Wereldindoorkampioen | 2022, 2024 |
| 4 × 400 m | Europees kampioen    | 2018, 2024 |
| 400 m     | Wereldkampioen U20   | 2018       |

### Belgische kampioenschappen
Outdoor
| Onderdeel | Jaar |
| --------- | ---- |
| 400 m     | 2019 |

Indoor
| Onderdeel | Jaar |
| --------- | ---- |
| 400 m     | 2018 |

## Persoonlijke records
Outdoor
| Onderdeel | Prestatie | Wind     | Datum        | Plaats  |
| --------- | --------- | -------- | ------------ | ------- |
| 200 m     | 20,90 s   | +1,0 m/s | 26 mei 2024  | Brussel |
| 400 m     | 44,98 s   | +0,4 m/s | 10 juni 2024 | Rome    |

Indoor
| Onderdeel | Prestatie | Datum           | Plaats    |
| --------- | --------- | --------------- | --------- |
| 200 m     | 21,22 s   | 1 februari 2025 | Gent      |
| 400 m     | 46,30 s   | 7 maart 2025    | Apeldoorn |

## Palmares

### 400 m
- 2016: 4e EK U18 te Tbilisi – 47,71 s
- 2017:  EK U20 te Grosseto – 46,23 s
- 2018:  BK indoor AC – 46,95 s
- 2018:  WK U20 in Tampere – 45,03 s
- 2018:  Memorial Van Damme – 45,59 s
- 2019:  BK AC – 45,31 s
- 2019: 4e in ½ fin. WK in Doha – 45,03 s
- 2021:  BK AC – 46,06 s
- 2021:  EK U23 in Tallinn – 45,17 s
- 2021: 8e in ½ fin. OS – 45,88 s (in serie 45,41 s)
- 2024:  BK indoor AC – 47,25 s
- 2024: 4e EK in Rome – 44,98 s
- 2025:  BK indoor AC – 46,71 s
- 2025: 10e in ½ fin. EK indoor – 47,25 s (46,30 s in serie)

### 4 × 400 m
- 2018:  WK indoor te Birmingham – 3.02,51 (NR)
- 2018: 5e WK U20 te Tampere – 3.07,05
- 2018:  EK in Berlijn - 2.59,47
- 2019:  IAAF World Relays in Yokohama - 3.02,70
- 2019: DNF EK U23 te Gävle (3.07,43 in series)
- 2019:  WK in Doha - 2.58,78
- 2021: 4e OS - 2.57,88 (NR)
- 2022:  WK indoor in Belgrado – 3.06,52
- 2022:  WK in Eugene – 2.58,72[5]
- 2024:  WK indoor in Glasgow – 3.02,54
- 2024:  EK in Rome - 2.59,84
- 2025:  EK indoor – 3.05,18

### 4 × 400 m gemengd
- 2019: 8e IAAF World Relays in Yokohama - 3.25,74
- 2023:  EK voor landenteams in Chorzów - 3.12,97
- 2024: 4e EK - 3.11,03 (NR)
- 2024: 4e OS - 3.09,36 (NR)

## Onderscheidingen
- 2018: Gouden Spike voor beste mannelijke belofte